# JAMA Psychiatry
JAMA Psychiatry (vormals Archives of General Psychiatry, bibliographische Abkürzung: Arch Gen Psychiatry) ist eine medizinische Fachzeitschrift. Die Beiträge durchlaufen ein Peer-Review-Verfahren und behandeln alle Teilgebiete der Psychiatrie. Herausgeber der Zeitschrift ist die American Medical Association (AMA). Der Impact Factor der Zeitschrift lag im Jahr 2018 bei 15,916.
Die Zeitschrift ging 1959 aus dem 1919 begründeten Periodikum Archives of Neurology & Psychiatry hervor. Beiträge aus dem Gebiet der Neurologie wurden anschließend in Archives of Neurology veröffentlicht. 2013 wurde die Zeitschrift in JAMA Psychiatry umbenannt.